# Asad ibn al-Furāt
Asad ibn al-Furāt al-Harrānī (أسد بن الفرات الحراني, DMG Asad ibn al-Furāt al-Ḥarrānī, geb. 759; gest. 828) war ein bedeutender Rechtsgelehrter in Ifrīqiya mit Wirkungsort Kairouan (Qairawān) im heutigen Tunesien.

## Leben
Seine Familie stammte ursprünglich aus Harran in Mesopotamien, doch wanderte sein Vater mit ihm nach Ifriqiya aus. Später studierte Asad in Medina bei Mālik ibn Anas, dem Begründer der malikitischen Rechtsschule, und in Kufa bei Schülern von Abū Hanīfa, dem Begründer der hanafitischen Rechtstradition. Seine Rechtsansichten fasste er in der „Asadiyya“ zusammen, die in Ifriqiya großen Einfluss gewann. Er gilt als erster Verbreiter der hanafitischen Lehren von asch-Schaibānī im islamischen Westen.
Nach seiner Rückkehr nach Ifriqiya wurde Asad von den Aghlabiden als Qādī in Qairawān eingesetzt, wobei es bald zu Konflikten kam, da er Ziyādat Allāh I. (817–838) wegen seines luxuriösen und unfrommen Lebenswandels häufig kritisierte. Um diesen unbequemen Mahner zu neutralisieren, wurde Asad zum Führer eines Feldzuges gegen das byzantinische Sizilien ernannt. Unter dem Vorwand der Waffenhilfe für den byzantinischen Usurpator Euphemios landete Asad 827 mit den arabischen Truppen in Sizilien und eroberte mit Marsala die erste Stadt für den Islam in Italien. Nach dem Sieg über byzantinische Truppen stießen die Muslime auf Syrakus vor, konnten die Stadt aber nicht erobern. Bald darauf starb Asad ibn al-Furāt auf Sizilien an der Pest.
Als Hanafit spielte er im Spannungsfeld zwischen den Malikiten von Qairawān eine führende Rolle und verstand es, wie auch seine Anhänger, die hanafitische Rechtslehre als Grundlage der Rechtsprechung in Ifriqiya unter den Aghlabiden zu festigen. Eine Wende zugunsten der Malikiten trat erst mit dem Wirken von Sahnūn ibn Saʿīd, dem Begründer der malikitischen Rechtsschule in Ifriqiya, in der ersten Hälfte des 9. Jahrhunderts ein.